# Maison Siegler
Pour les articles homonymes, voir Siegler.
La maison Siegler (en allemand : Sieglerische Behausung ou Haus Siegler) se situe à Bouxwiller (Bas-Rhin), au no 2 de la rue de l'Église. L'édifice est inscrit aux monuments historiques français depuis le 16 octobre 1930.

## Histoire
Cette maison a été construite par le boucher Hans Jacob Siegler en 1670. Il était aussi le propriétaire de l'auberge "A la Charrue". Le rez-de-chaussée a été modifié car les anciennes fenêtres à meneaux ont été remplacées par une vitrine et la petite porte de style Renaissance a été agrandie. Certaines fenêtres des étages ont été obturées.

## Description
La maison de plan trapézoïdal à son pignon sur la rue. Sa cave est enterrée et des latrines se trouvent du côté d'une venelle. Les deux étages sont encorbellements. Le balcon du pignon, très saillant, est soutenu par plusieurs aisseliers et est protégé par une grande demi-croupe. Les allèges sont ornées de chaises curules finement sculptées. Les fenêtres sont toutes à meneau et à chambranle saillant sculpté de divers motifs de type auriculaire et de têtes variées. Les poteaux corniers, confondus avec les poteaux d'huisserie des fenêtres d'angle sont sculptés de motifs de type auriculaire. Celui du premier étage est orné d'un personnage en haut-relief représentant un lansquenet. La balustrade du balcon a des balustres en partie de section carrée et en partie tournée.

## Propriétaires successifs
- Hans Jacob Siegler, constructeur de l'immeuble en 1670.

## Photographies

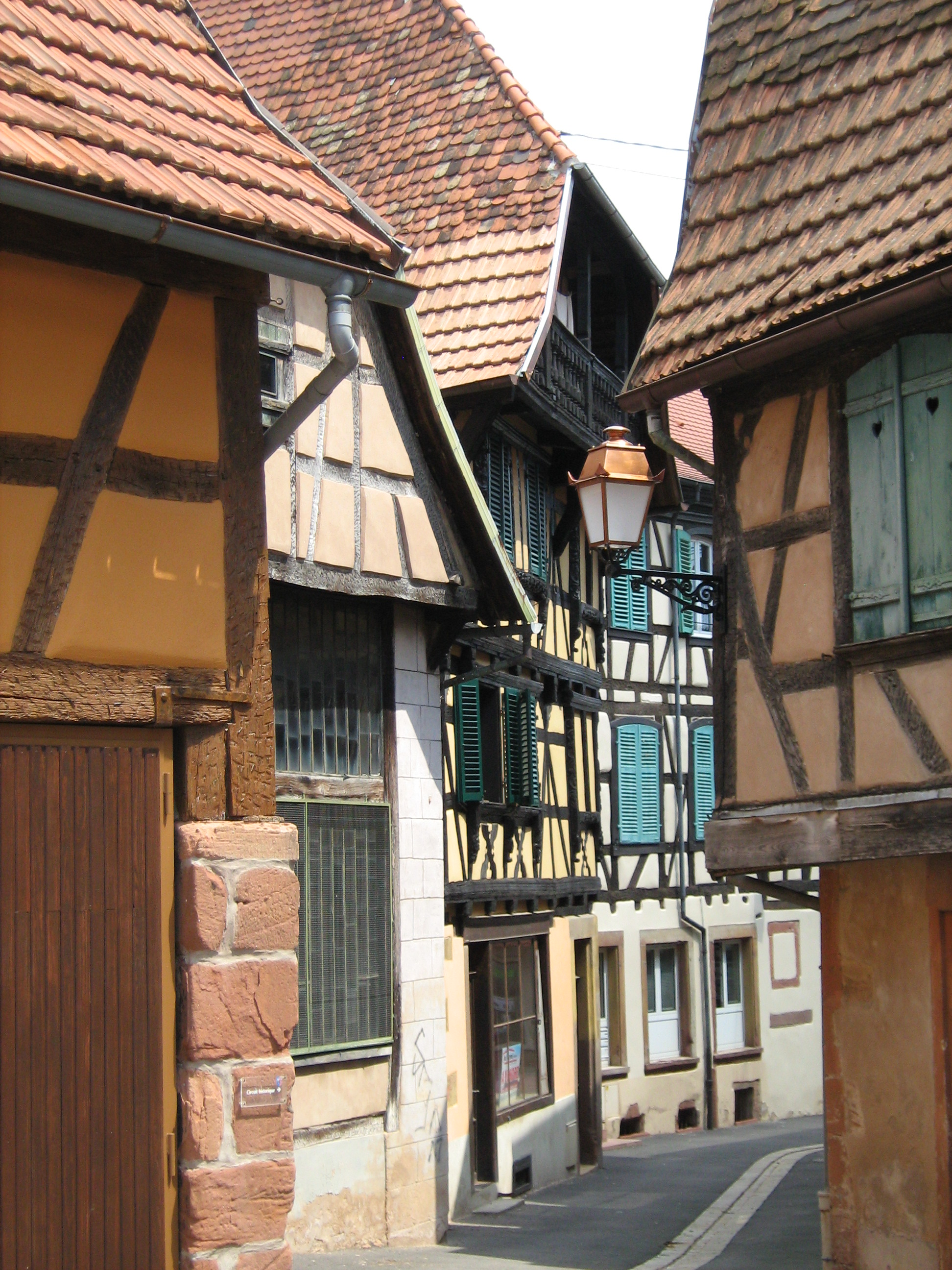
La Maison Siegler (côté droit)
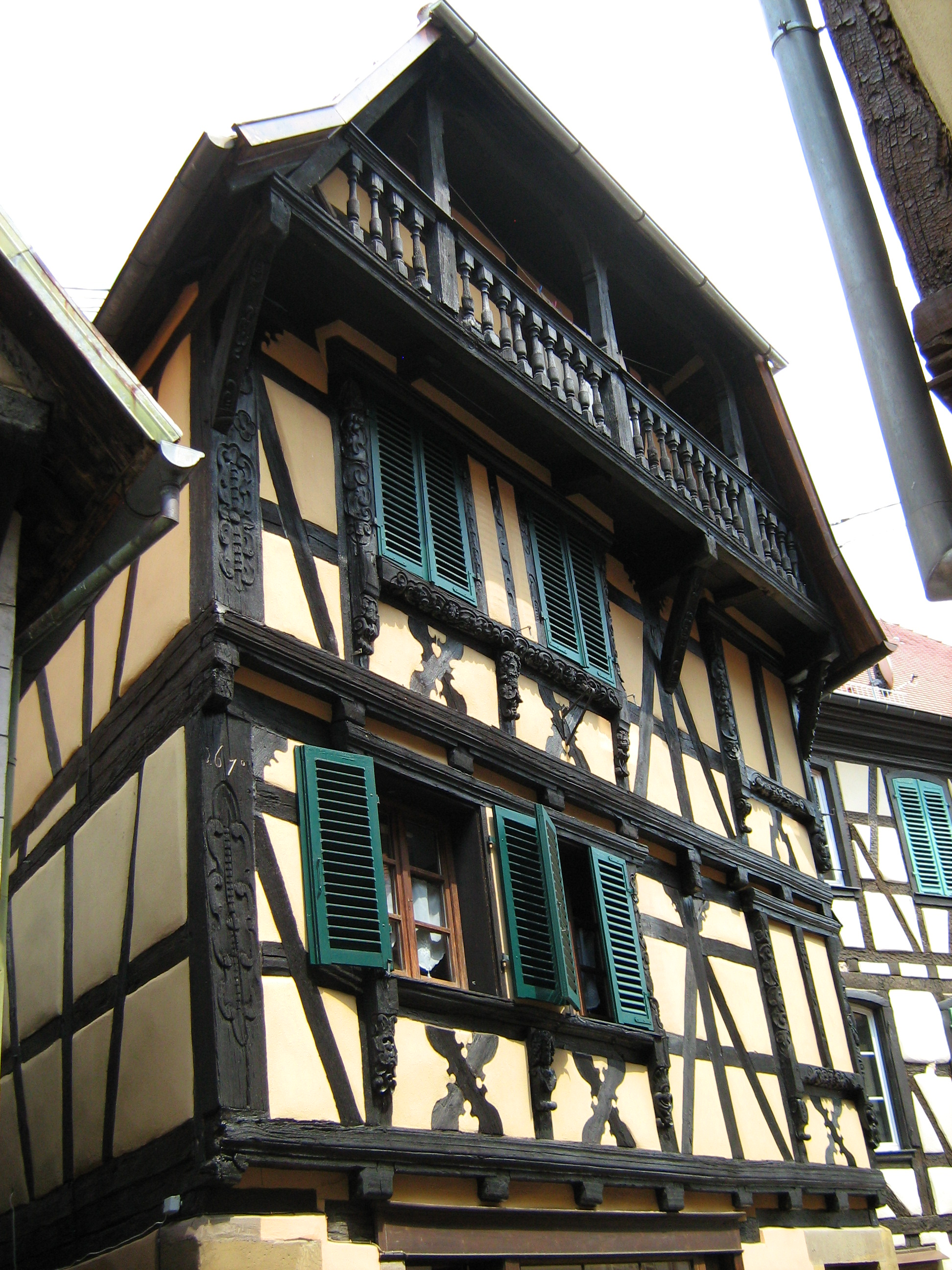
Sa façade sculptée
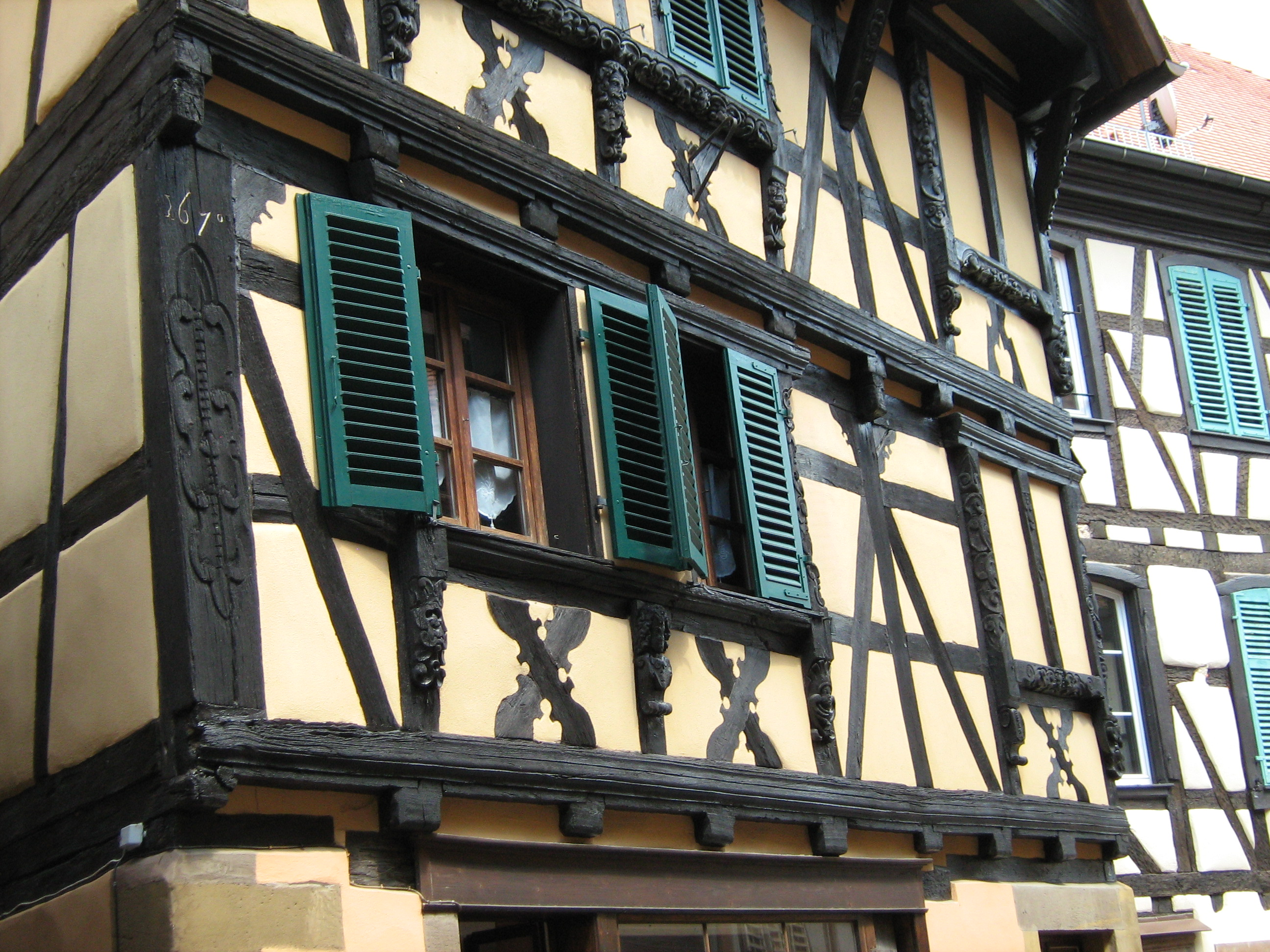
Le premier niveau
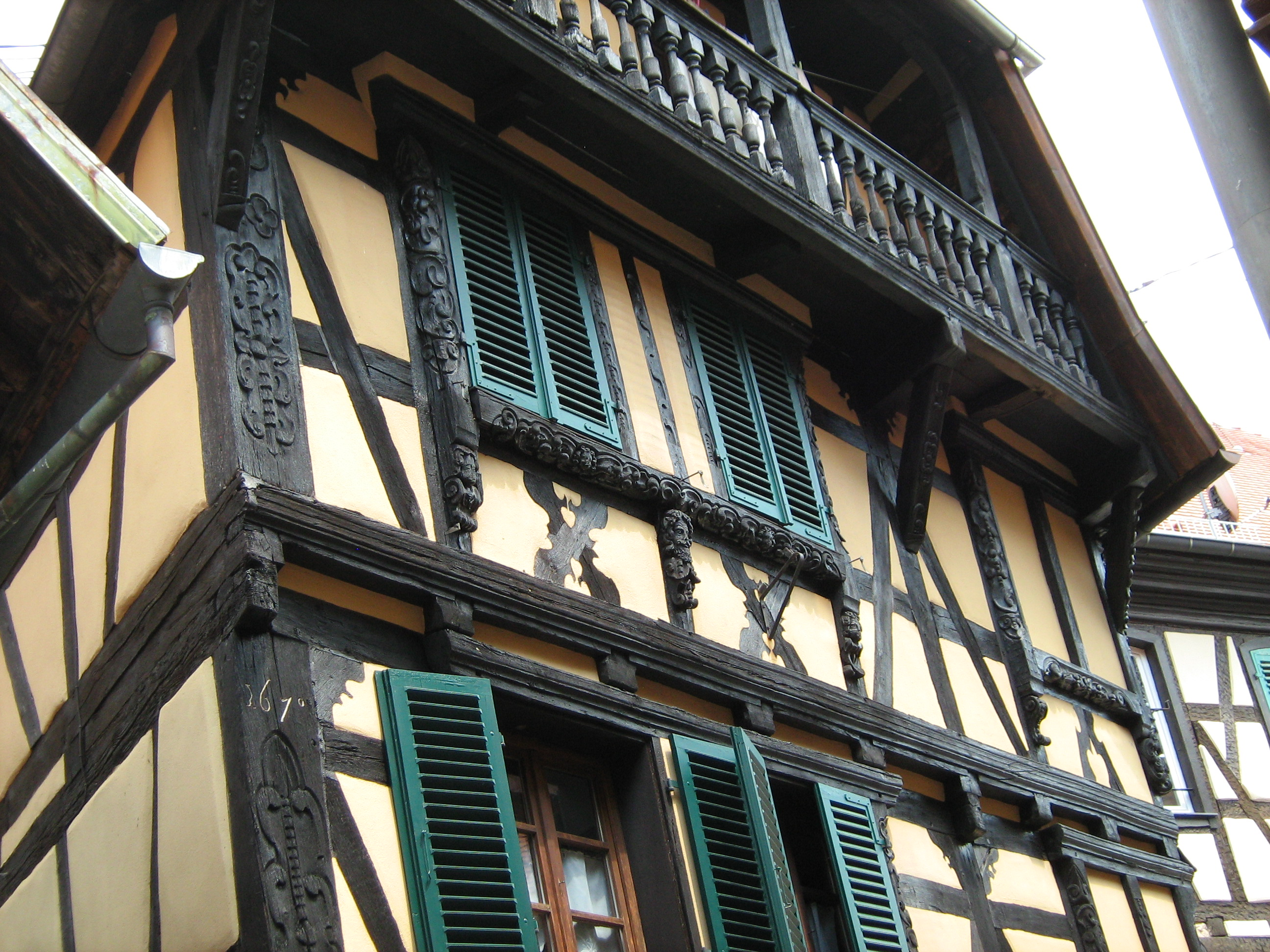
Le second niveau
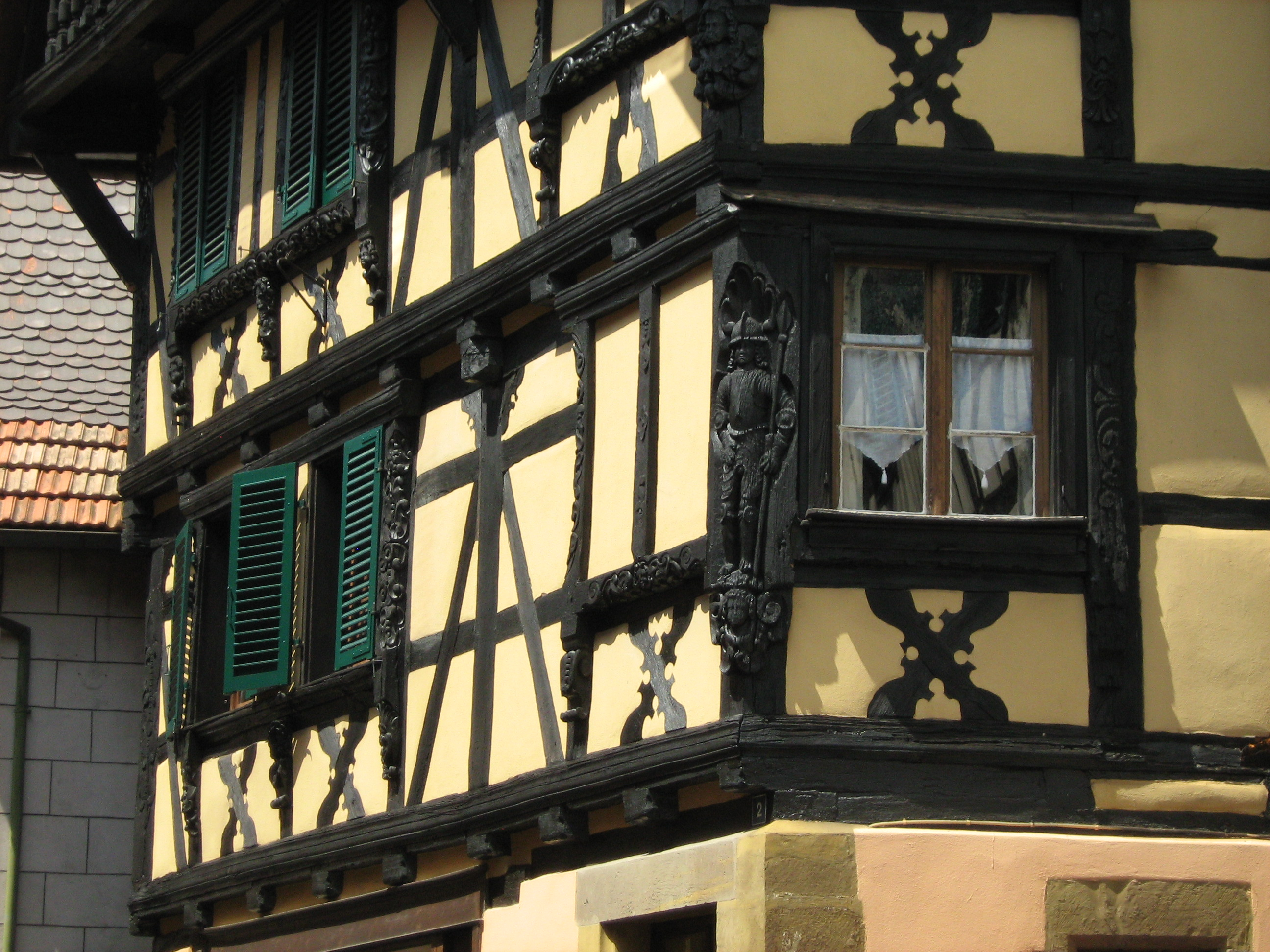
Le premier niveau
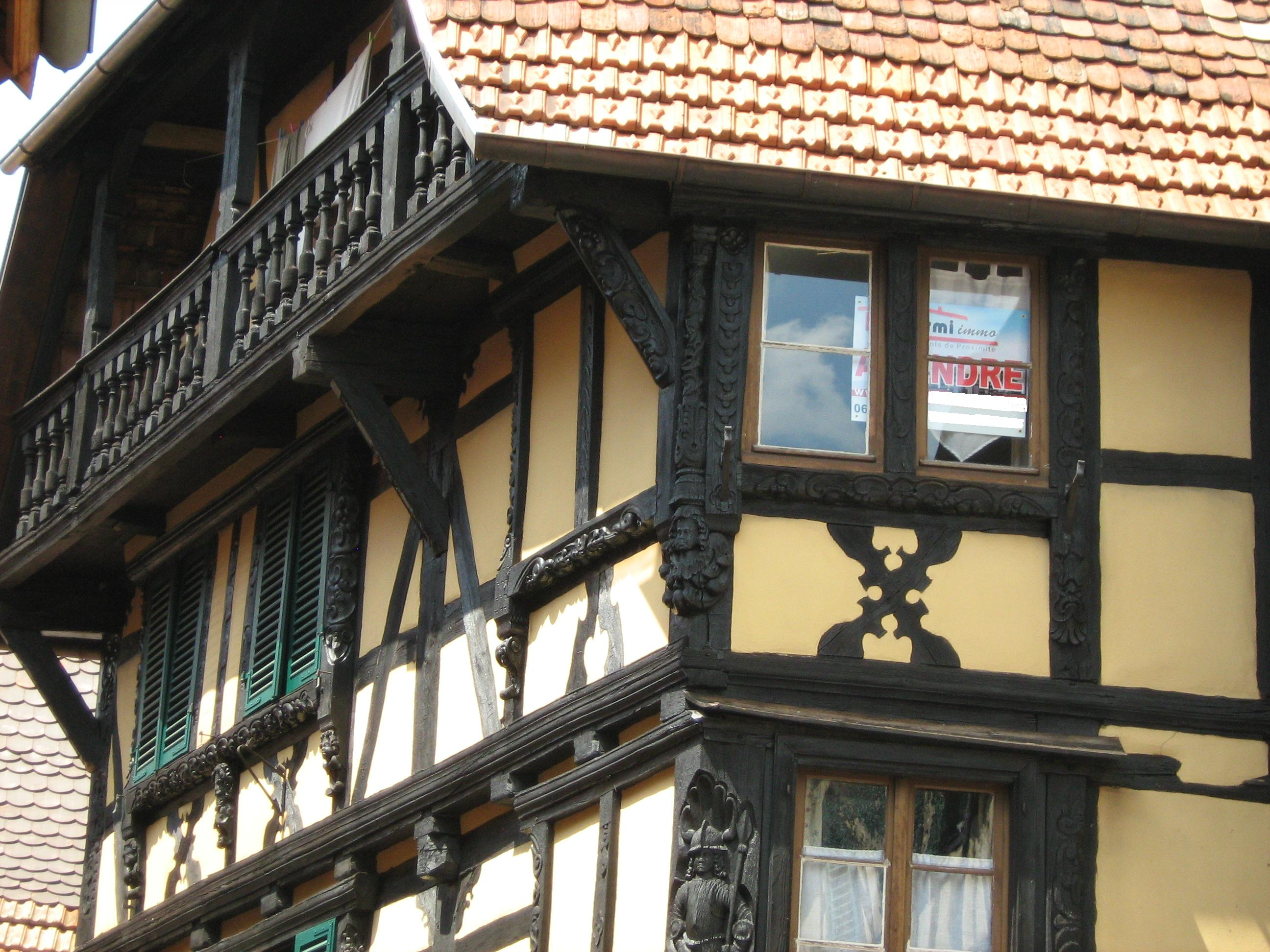
Le second niveau
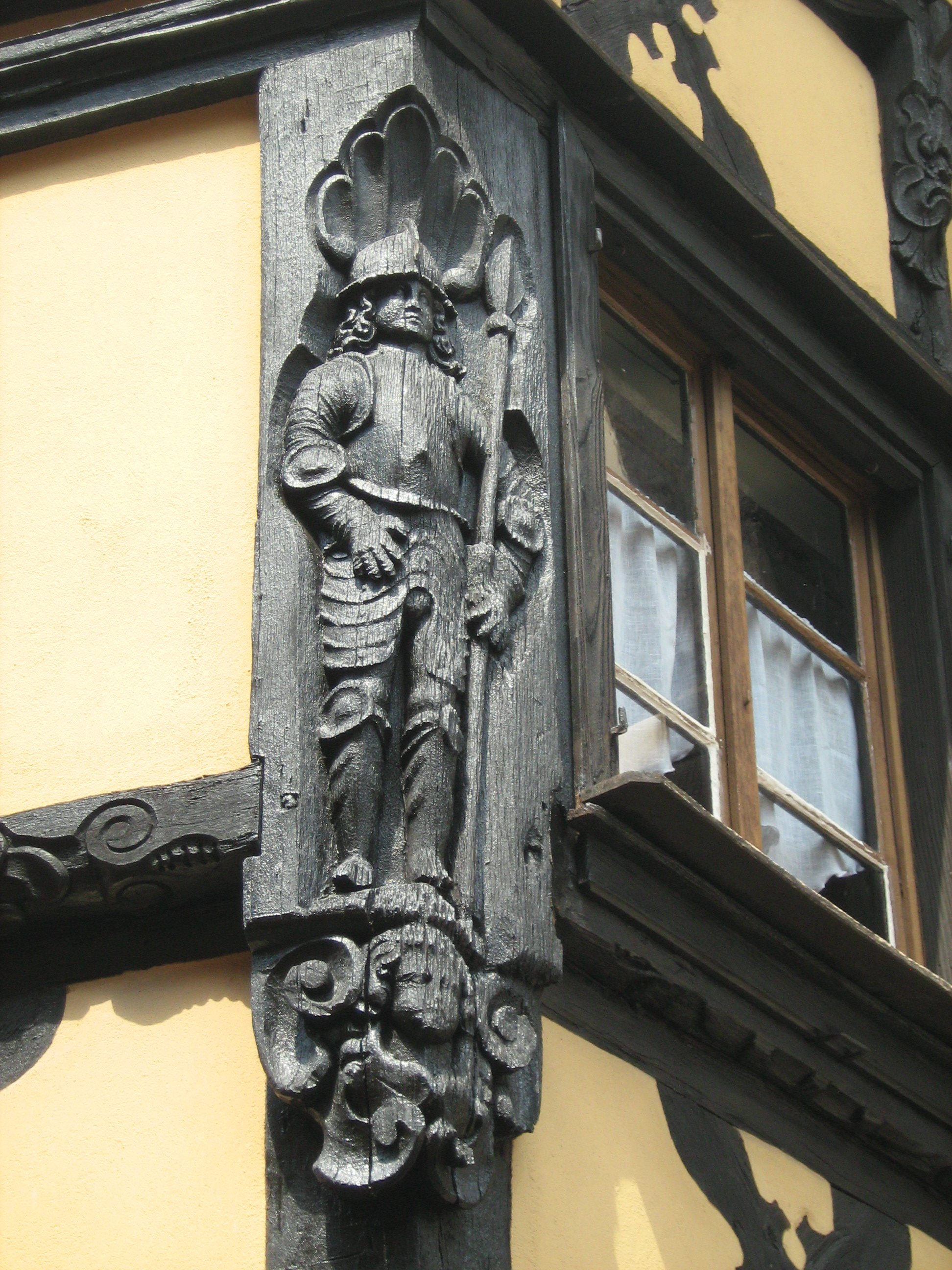
Le conquistador armé de sa lance.